# Can Murtra
Can Murtra és una masia del municipi d'Anglès, concretament al veïnat de les Masies de Sant Amanç, entre Can Manyans i Can Migdiada. És una obra inclosa en l'Inventari del Patrimoni Arquitectònic de Catalunya. La finca està en mal estat de conservació degut a l'esfondrament sofert durant el 2012.

## Descripció
És un immoble que consta de dues plantes i coberta a dues aigües de vessants a laterals i cornisa catalana. Una masia que pels seus trets constitutius la podríem enquadrar dins d'una segona tipologia o família de masies. Les masies que es corresponen amb aquesta segona tipologia comparteixen tota una sèrie de trets comuns, com ara el fet de tenir la coberta inclinada cap a les dues façanes laterals de l'edifici. En general corresponen a les masies més abundants, construïdes en una sola etapa amb data corresponent als segles XVI, XVII i xviii. Compositivament solen estar formades per tres crugies d'una clara racionalitat arquitectònica. Moltes vegades l'ampliació de la masia, ha portat a la construcció de petits cossos laterals destinats a l'ampliació de corts, porxos, etc., fent variar ostensiblement la fesomia de l'edifici.
L'edifici actual és el resultat de tres etapes constructives diferents. La primera etapa es dedicaria al cos central, el qual consta de planta baixa, amb un portal rectangular amb una llinda rústica de fusta i en el coronament trobem un rellotge de sol. Paral·lelament a la planta baixa, el primer pis ressalta per la gran finestra imponent i rectangular, amb llinda monolítica conformant un arc pla, muntants de pedra ben escairats, ampit treballat i a la llinda s'observa la data de 1626. En aquest mateix sector, és a dir el del cos central, cal destacar una petita protuberància de planta circular que de ben segur que estava connectada amb la cuina i que, per tant, faria pensar que desenvolupava les tasques o funcions de forn.
La segona etapa es concentra en el sector esquerre de la masia i es tradueix en una ampliació de la masia originària on s'hi desenvoluparia la funció d'estable. La tercera etapa parteix de l'aprofitament d'un contrafort, el qual està ubicat en la part central per tal de reforçar la façana. Aprofitant la disposició d'aquest contrafort, en època més avançada es va construir una estructura de dues plantes que incloïa un porxo en la planta baixa i una terrassa en la primera planta, amb una coberta a dues aigües de vessants a laterals sostinguda per cairats de fusta.
Pel que fa a la façana posterior, aquesta part també és bastant interessant com així ho acrediten diversos elements que es concentren en aquest sector. Des del portal adovellat d'arc de mig punt, amb unes dovelles de mida mitjana, però, això sí, ben escairades. Passant pel contrafort, fins a arribar a la finestra rectangular amb llinda monolítica conformant un arc pla, i muntants de pedra ben escairats.
Properament a l'immoble trobem una petita construcció exempta i en sintonia amb la masia, és a dir de pedra, coberta a dues aigües i vessants a laterals i que executava les tasques de paller.